# Appana cinisigma
Appana cinisigma là một loài bướm đêm trong họ Noctuidae.